# 태평천국
태평천국(太平天囯, 영어: Taiping Heavenly Kingdom, Heavenly Kingdom of Great Peace, 1851년~1864년)은 중국 청나라 말기에 홍수전이 세운 기독교적인 이념의 신정(神政) 국가였다.

## 발생

### 배상제회의 등장
홍수전은 광둥성 화현(花縣)의 객가 출신으로 여러 번 원시(元試;과거의 초기단계)에 실패했기 때문에 약 40일간 병석에 누워있게 되었는데, 이때 불가사의한 꿈을 꾸게 되었다. 꿈의 내용은 상제(上帝) 야훼라 생각되는 금색 머리에 검은 도포를 입은 기품이 넘치는 노인에게서 "이 검으로 사악함을 물리치라"는 계시와 함께 파사검(破邪劍,사악함을 물리치는 검)을 선물 받고, 또 중년 남자로부터 요사스러움을 없애는 도끼를 받았다는 것이었다.
홍수전은 병이 완치되자 광저우에서 시험을 보기 위해 방문했을 때, 침례교 선교사로부터 《권세양언》(勸世良言)이라는 전도지를 받고 이전에 본 불가사의한 꿈의 의미를 이해하였다. 노인은 야훼이고, 중년 남자는 예수이며, 자신은 예수의 동생이라고 자신이 꾼 꿈을 기독교적인 논리로 이해한 것이다. 이 불가사의한 꿈과 기독교의 접합은 로버트 모리슨이 성서를 해석할 때 ‘하느님’을 음대로 ‘갓’(God)이라 표기하지 않고, ‘상제’란 말로 번역한 것과 비슷한 것이라 생각된다.
홍수전은 기독교의 가르침 중에서 특히 야훼, 즉 ‘천부상주황상제’(天父上主皇上帝)만이 유일신이라는 교리를 강하게 의식하여 우상파괴를 열심히 진행했다. 원래 다신교적인 전통을 갖고 있던 중국에서는 유교, 도교, 불교를 기리는 묘(廟)가 많았으나, 흥수전은 이것을 파괴하고 다만 상제만이 존재한다고 주장했다. 그 때문에 고향인 광둥성에서의 선교활동은 일족과 몇 사람의 찬동자를 얻는 데 그쳤다. 홍수전은 효과적인 포교방법을 모색한 끝에 〈원도구세가〉(原道救世歌), 〈원도성세훈〉(原道醒世訓)이란 포교 문서를 집필했다.
1847년 태평천국의 전신이라 할 수 있는 기독교적인 조직인 배상제회를 광둥성 계평 금전촌에서 창설했다. 이 땅에서 처음 소수에 불과했던 찬동자 중 한 명인 풍운산이 포교활동을 벌여 약 3,000명의 신도를 얻고, 홍수전을 맞이하여 그를 지도자로 삼았다. 배상제회의 참가자는 가난한 농민, 광산노동자, 객가 등의 가난한 민중들이 중심이었다. 고향 화현에서 뜻을 이루지 못하고, 이곳 계평현에서 성공한 커다란 이유 중 1가지는 병조복등의 현세 이익중시의 포교였다. 단순히 종교적 열의와 윤리를 설명하지 않고, 지금 현재의 생활에서의 이득을 강조한 풍운산은 다수의 신도를 얻을 수 있었다. 그러나 조직의 확대는 공권력 및 그 지역 토지의 유력자와의 마찰을 생기게 하였다. 풍운산을 시작으로 배상제회의 구성원의 체포가 차례로 이루어지자, 홍수전은 이때까지의 종교 활동에서 정치혁명으로 옮겨갈 것을 결정했다.
1850년 배상제회는 금전촌에 집결해 단영(團營)이란 군사조직을 결성했다. 여기서는 남녀를 엄격히 구분하고, 각각 남영, 여영에 입영시켰다. 그 이전부터 새소리를 내어 위장하고, 총포 및 대포 등의 무기를 비밀리 제조하여 혁명을 위한 준비를 진행해 나갔으나, 금전촌에 집결하는 과정에서 청나라 조정의 군대 및 자경단과 몇 차례 충돌이 발생했다. 금전촌에 집결한 사람들은 1만에서 2만 정도라고 알려져 있으나, 그중에서 성년남자는 약 3천 명에 불과했다. 그러나 이들보다 몇 배 많은 청나라 군대를 격파하면서 혁명의 불길이 일어나게 되었다.

## 태평천국의 건국
1851년 1월 11일 금전촌에서 배상제회는 국호를 태평천국(太平天國)으로 하고, 홍수전을 천왕(天王)이라고 칭하였다. 그러나 실제로 이때부터 태평천국을 칭했느냐에 대해서는 여러 가지 설이 있어서 명확하지 않다. 정식으로 정해진 것은 그로부터 얼마 후인 3월 23일이었고, 이날을 등극절이라 불렀다. 국호를 지정함으로써 청나라 조정에 대해 공공연한 반기를 들었던 태평천국이었으나, 남경에 머무르는 것은 잠시뿐 각지를 전전하며 이동했기에 그 의미로는 유적적이었다. 태평천국군의 진로는 다음과 같다. 즉 금전촌에서 등현(藤縣)을 거쳐 영안(永安;현재의 광서 장족 자치구 몽산현(蒙山縣)을 함락 시켰다. 등현에서는 뒤에 이야기할 후기 태평천국을 맡게 된 명장들이 참가하게 된다. 영안에서 반년동안 주둔한 태평천국은 이곳에서 관직제도 및 관작 등을 설치하고, 나라의 체계를 정비했다.
이때 천왕 아래의 다섯 간부는 다음과 같았다.
- 동왕 양수청 (東王 楊秀淸)
- 서왕 소조귀 (西王 蕭朝貴)
- 남왕 풍운산 (南王 馮雲山)
- 북왕 위창휘 (北王 韋昌輝)
- 익왕 석달개 (翼王 石達開)

이 중에서 양수청은 천부하범, 소조귀는 천형하범이라 칭하면서 각자 야훼와 그리스도의 계시를 받았다고 말하고, 이것을 빌미로 스스로 명령을 내렸기에 서서히 홍수전의 발언력은 약해져 갔다.

## 태평천국의 확장
태평천국은 초기에는 작은 세력이었지만, 하층민들을 크리스트교의 교리를 전파함에 따라서 선풍적인 인기로 인하여 세력을 확장해나가였으며 후에는 과거 송의 수도와 동진의 수도 즉 한족들의 피난정권의 수도였던 난징마저 점령하게 되는등 한족들의 땅이라고 불리는 곳을 함락해 나가였다. 또한, 그들은 반만주정권이며 한나라정권을 부흥시킬려는 운동으로서의 힘을 가지게 되어 이는 곧 만주족, 즉 청나라에 불만을 가진이들을 태평천국의 세력으로 넓혀나감과 동시에 여성인권 상승으로 여성들의 참여도를 이끌어 내고 또, 농민에게 토지를 나누어주는 사회주의적 정책으로 인하여 많은 농민들이 세력으로 가담하게 되었다.

### 남경 공략
청나라는 이전 제1차 아편 전쟁에서 국력을 소모했고, 또한 정규군은 광대한 국내에 분산 배치할 수 밖에 없었기 때문에, 정면에서 공격하는 일도 불가능한 사태가 벌어졌다. 그리고 대중을 흡수하여 거대해진 태평천국군은 청나라군을 여러 번 격파했다.
그러나 식량과 화약이 바닥났기 때문에 태평천국군은 영안을 뒤로하고, 양수청의 의견을 따라 북상하여 호남성, 호북성을 목표로 삼았다. 청나라군과 충돌을 되풀이하면서 북상을 계속했으나, 1852년 6월 호강(湖江)에 도착할 때 남왕 풍운산이, 9월 장사 공략 때에는 서왕 소조귀가 전사했다. 두 왕의 전사는 태평천국 수뇌부 사이의 역학관계를 미묘하게 변화시켜 후에 천경사변의 원인이 되었다. 그러나 전사 직후는 청나라군과의 교전이 복수전의 색채를 뗬기에 매우 높은 사기를 얻게 되는 결과를 낳기도 하였다.
구이린, 장사는 결과적으로 공략에는 성공하지 못했으나, 12월 하순에는 한양, 한커우를 함락하고, 기어코 1853년 1월에는 무창)을 함락하였다. 무창은 태평천국군이 처음으로 함락시킨 성도였고, 이곳의 점령으로 막대한 금은재화를 얻었다.
여기서 또 한 번 양수청의 의견에 따라 남경 방면을 목표로 나가기로 해 수륙양면군을 편성하여 3월 19일에 태평천국군은 장닝(江寧; 난징을 함락시키고, 이곳을 천경(天京)이라 이름을 바꾸고, 태평천국 왕조를 세우게 되었다.

### 태평천국군의 팽창 이유
구이린을 공격할 때는 격전 끝에 5,000명까지 감소할 정도였으나, 그 후 난징을 함락시킬 때는 태평천국군은 20만 명 이상의 병력을 갖추게 되어, 수륙양면군을 편성할 정도에까지 이르렀다. 이러한 급격한 팽창에는 이유가 있었다.
그 배경으로써 청나라 조정의 증세였다. 잇단 전쟁에 쓰이는 전비조달 및 패전 후의 피해배상을 지불하기 위해 청나라 조정은 법에서 정한 것보다 몇 배에 달하는 세금을 특히 동남 해안부의 지방에서 징수했다. 거기에 ‘은귀전천’(銀貴銭賤)의 현상도 실질적 증세를 민중에게 강요했다. 당시 토지세는 은으로 납부해야 했기 때문에 사람들은 동전을 은으로 교환하여 납부했다. 그러나 여러 나라와의 교역으로 인해 은이 국외로 유출되는 등 은과 동전의 교환 통로가 변동되었다. 그때까지 은 1량 = 동전 1,000문 이었던 것이 동전 2,000문 이상이 되었다. 이러한 불공평한 세금에 불만을 갖게 된 서민이 대거 태평천국군에 참가한 것이 급격히 팽창하게 된 요인 중 하나가 되었다.
그리고 그동안 아편 전쟁의 여파로 인해 전후 많은 비적이 횡행했는데, 이들을 태평천국이 흡수한 것도 팽창의 요인이었다. 난징조약으로 인해 교역이 광동 1개 항구로 한정된 결과, 국내의 물류통로가 극변하게 되어, 이때까지 화물수송에 관련했던 사람들의 대부분이 실업자가 되어 비적화되었다. 또 향용이라 불린 임시모집병이 아편전쟁 후 해산되어 이들 중에도 비적화가 되기도 했다.

## 교리

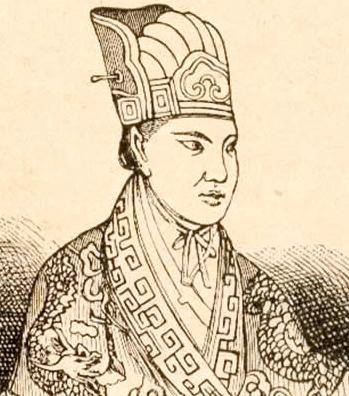
홍수전

태평천국 운동을 일으킨 홍수전은 꿈 이야기를 근거로, 자기가 여호와(야훼)의 둘째 아들이자 예수 그리스도의 동생이라고 주장했다. 그의 주장에 따르면, 백발의 노인이 도끼를 주면서 오랑캐를 물리치라고 했으며, 그 옆에는 청년이 있었다는 것이었다. 물론 꿈의 진위 여부는 알 수 없으나, 홍수전의 주장은 당시 청나라에 반대하는 이들의 신념이 기독교라는 새로운 종교를 통해서 발전했다는 것을 말하고 있다. 태평천국의 토지 균분 제도는 즉, 토지를 지주들에게 몰수하여 농민들에게 공평하게 나누어준다는 제도는 농민들에게 상당한 지지를 얻었다.

## 서양의 태평천국 인식
중국에 기독교 국가가 세워졌다는 정보를 전해들은 유럽인은 처음에 태평천국에 대해 관심을 가졌다. 그러나, 태평천국 운동은 유럽 열강세력들과 청나라간 맺어진 난징조약에 의해 배상금을 강제로 더 징수하게 되어 그것이 농민들에게 더욱더 짐이 되고 불만으로 퍼져나아가 태평천국을 건국하는 계기가 되는데, 이때 반봉건 반외세적 운동을 외쳤던 것과 홍수전이 '자신을 하느님의 둘째 아들이자, 예수의 동생'이라고 하는 교리적인 '이단성' 등은 봐주기 힘든 이단적 사상이었다.
하지만 태평천국으로 인하여 무기 및 여러 물품들이 잘 팔린 것은 사실이었으므로 열강들은 청나라와 태평천국 양쪽에 물품을 팔았다. 그 후 태평천국이 쓸모없어졌다고 판단되자 대평천국 진압에 협조했다.

## 멸망
천경을 도읍으로 정한 이후 태평천국은 점차 많은 내부 문제에 직면하였다. 홍수전의 조카 홍인간이 태평천국의 재정립을 위한 개혁정치를 하려던 중에, 1860년대에 본격화된 청나라와 서구열강의 협공으로 1864년 6월 1일에 질 것을 예감한 천왕 홍수전은 자살하고 7월 천경이 함락되면서 태평천국은 멸망하였다.

## 평가
재산을 공유하고 토지를 농민들에게 고르게 분배하는 사회주의적 성격과 미국의 대통령 제도를 받아들이고자 한 민주주의적 성격을 갖춘 기독교적 색채를 표현한 사회 운동이라는 의미를 갖고 있다.

## 역대 천왕
| 대수  | 초상 | 이름     | 생몰년도        | 재위 기간               |
| ----- | ---- | -------- | --------------- | ----------------------- |
| 제1대 |      | 홍수전   | 1814년 ~ 1864년 | 1851년 1월 ~ 1864년 6월 |
| 제2대 |      | 홍천귀복 | 1849년 ~ 1864년 | 1864년 6월 ~ 10월       |

## 참고 문헌
- 屈川哲男 著, 李陽子 譯, 《중국근대사(中國近代史)》: 제 3장, 태평천국(太平天國)-이상과 현실의 상극(相克)

## 같이 보기
- 홍수전
- 홍천귀복
- 이홍장
- 증국번
- 상제회
- 중국
- 멸만흥한
- 양무운동
- 향용
- 한인의용군
- 변법자강 운동

### 내용주
1. 1 2  태평천국에서는 '國'는 속자 '囯'(내부에는 '王')라고 적혀 있으며[1], '囯'는 "용감수경"(龍龕手鏡), "사성편해"(四聲篇海), "자휘"(字彙), "정자통"(正字通) 등의 한자 책(한자 사서)에수록되어있다. 정자(正字)는 '太平天國'. 현대 대만 정체자와 홍콩 번체자은 정자와 동일 적혀 있습니다. 중화인민공화국의 간체자는 '太平天国'이라고 쓰여있다.